# Flu-flu

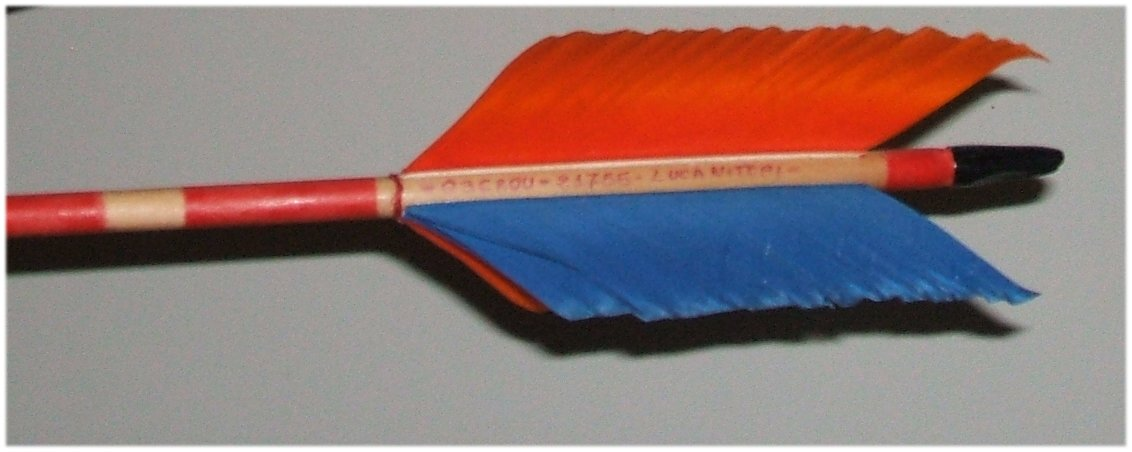

Le cosiddette frecce flu-flu sono frecce utilizzate nel tiro con l'arco, ed in particolare nella tipologia di tiro detto "tiro al volo", da destinarsi a bersagli mobili, spesso usati come allenamento per la caccia alla selvaggina di penna, nel quale il tiro è rivolto verso l'alto o in condizione di mira veloce.
In questo tipo di tiro la freccia presenta un'impennaggio particolare: anziché le classiche tre penne, con una lunghezza normalmente sui 5 pollici, possono presentarsi da 4 a 8 grandi penne, alte circa 1 pollice e lunghe 5, oppure una sola penna, di circa 10 pollici di lunghezza e montata a spirale. Questo tipo di impennaggio consente alla freccia, qualora abbia mancato il bersaglio, di ricadere a poca distanza e in posizione verticale a causa dell'azione frenante assai maggiore rispetto all'impennaggio classico.
La freccia viene considerata "Flu Flu" quando l'impennaggio consente una gittata massima tra i 60 e gli 80 metri
A causa di questa caratteristica, il tiro al volo necessita di distanze di tiro molto brevi, al massimo 20 metri.